# 앤드루 로런스
앤드루 로런스(Andrew Lawrence, 1988년 1월 12일 ~ )는 미국의 배우이다.

## 출연 작품

### 영화
- 레슬링 소년 제이스
- 나 그리고 나
- 핑거프린트 - 밋치 역
- 더 리스트 오브 디즈 - 제이슨 보이드 역
- 본즈
- 악토버 31
- 디스트럭션: 라스베가스 최후의 날
- 컨페션 오브 우머나이저 - 리치 역
- 플레인 하이스트 - 이기 역 (감독, 각본, 주연)

### 드라마
- 유나이티드 스테이트 오브 타라 1 (Showtime) - 제이슨 역